# セメント

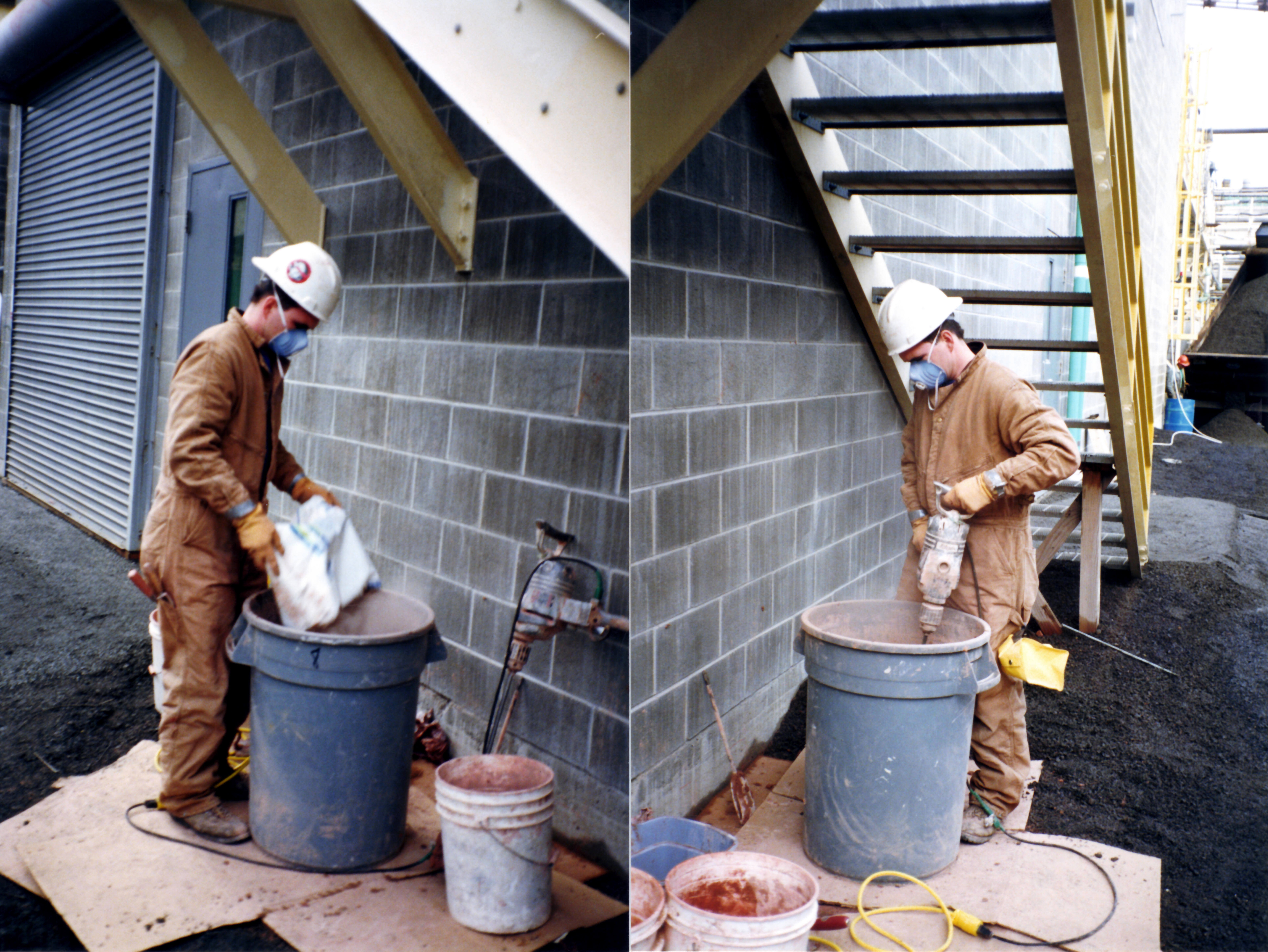
セメントを投入、混合攪拌する様子

セメント（英: cement）、膠灰（こうかい）とは、一般的には、水や液剤などにより水和や重合し硬化する粉体を指す。広義には、アスファルト、膠（にかわ）、樹脂、石膏、石灰等や、これらを組み合わせた接着剤全般を指す。
本項では、モルタルやコンクリートとして使用される、ポルトランドセメントや混合セメントなどの水硬性セメント（狭義の「セメント」）について記述する。

## 歴史
セメントの利用は古く、古代エジプトのピラミッドにもモルタルとして使用されたセメント（気硬性セメント）が残っている。水酸化カルシウムとポゾランを混合すると水硬性を有するようになることが発見されたのがいつごろなのかは不明だが、古代ギリシアや古代ローマの時代になると、凝灰岩の分解物を添加した水硬性セメントが水中工事や道路工事などに用いられるようになった。そういった時代には自然に産出するポゾラン（火山土や軽石）や人工ポゾラン（焼成した粘土、陶器片など）を使っていた。ローマのパンテオンやカラカラ浴場など、現存する古代ローマの建物にもそのようなコンクリート（ローマン・コンクリート）が使われている。
ローマ水道にも水硬性セメントが多用されている。ところが、中世になるとヨーロッパでは水硬性セメントによるコンクリートが使われなくなり、石壁や石柱の芯を埋めるのに弱いセメントが使われる程度になった。
現代的な水硬性セメントは、産業革命と共に開発され始めた。これには以下の3つの必要性が影響している。
- 雨の多い季節に建物の表面仕上げをするために水硬性の漆喰が必要とされた。
- 海水にさらされるような築港工事などで水硬性のモルタルが必要とされた。
- より強度の高いコンクリートの開発。

産業革命時代に急成長を遂げたイギリスでは、建築用のよい石材の価格が上がったため、高級な建物であってもレンガ造りにして表面を漆喰で塗り固めて石のように見せかけるのが一般化した。このため水硬性の石灰が重宝されたが、固まるまでの時間をより短くする必要性から新たなセメントの開発が促進された。中でもパーカーのローマンセメントが有名である。これはジェームズ・パーカー が1780年代に発明し、1796年に特許を取得した。それは実際には古代ローマで使われていたセメントとは異なるが、粘土質の石灰石を1000 - 1100 ℃と推定される高温で焼成し、その塊を粉砕して粉末としたセメントであり、天然の原料をそのまま使っていた。これを砂と混ぜたものがモルタルとなり、5分から15分で固まった。このローマンセメントの成功を受けて、粘土と石灰を人工的に配合して焼成してセメントを作ろうとする者が何人も現れた。
イギリス海峡の三代目エディストン灯台の建設（1755年 - 1759年）では、満潮と満潮の間の12時間で素早く固まる上に、ある程度の強度を発揮する水硬性モルタルが必要とされた。この時土木工学者のジョン・スミートンは生産現場にも出向き、入手可能な水硬性石灰の調査を徹底的に行ったことで石灰の「水硬性」は原料の石灰岩に含まれる粘土成分の比率と直接関係していることに気づいた。しかし土木工学者のスミートンはこの発見をさらに研究することはなかった。この原理は19世紀に入ってルイ・ヴィカーにより再発見されたが、明らかに彼はスミートンの業績を知らなかったと思われる。1817年、ヴィカーは石灰と粘土を混合し、それを焼成して「人工セメント」を生産した。ジェームズ・フロストはイギリスで「ブリティッシュセメント」と呼ばれるほぼ同じ製法のセメントを同時期に開発したが、特許を取得したのは1822年だった。1824年、イギリス・リーズの煉瓦積職人ジョセフ・アスプディンが同様の製法について特許を取得した。イングランドのポートランド石の色調に似ていたことから、Portland cementと命名した。このポルトランドセメントは今日のセメントの主流であり、単にセメントと言った場合、このポルトランドセメントを指すことが多い。
これらの製品は石灰とポゾランによるコンクリートに比べると、固まる時間が速すぎ（施工可能な時間が不十分）固まった直後の強度が不十分だった（型枠を外すのに数週間かかる）。天然セメントも人工セメントも、その強度は含有するビーライト（Ca2SiO4）の比率に依存する。ビーライトによる強度は徐々に高まっていく。1,250 ℃ 以下で焼成されているため、現代のセメントで素早く強度を発揮するエーライト（Ca3SiO5）を含んでいない。エーライトを常に含有するセメントを初めて製造したのは、ジョセフ・アスプディンの息子ウィリアム・アスプディンで、1840年代のことである。こちらが今日も使われているポルトランドセメントと同じものである。ウィリアム・アスプディンの製法には謎があったため、ヴィカーやI・C・ジョンソンが発明者だとされていたが、ウィリアムがケントのノースフリートで作ったコンクリートやセメントに関する最近の調査で、エーライトをベースとしたセメントであることが判明した。しかしウィリアム・アスプディンの製法は「大雑把」なもので、現代的セメントの化学的基盤を確立したのはヴィカーと言っていい。またジョンソンは、混合物を窯の中で焼成することの重要性を確立した。
ウィリアム・アスプディンの行った改良による製法では（父が集めるのに苦労していた）石灰をより多く必要とし、窯の温度もより高くする必要があり（そのため燃料も多く消費する）、出来上がったクリンカーは硬すぎて石臼がすぐに磨り減ってしまうという問題があった（当時、クリンカーを粉にする方法は石臼しかなかった）。このため製造コストがかなり高くなったが、その製品は適度にゆっくり硬くなり、固まると即座に強度を発揮するもので、製造過程にデメリットがたくさんあっても用途が格段に広がった。1850年代以降、コンクリートが建築にどんどん使われるようになり、セメントの用途のほとんどを占めるようになった。
日本では、幕末の頃にフランス製のポルトランドセメントを輸入したのが最初とされる。
1875年（明治8年）、日本で最初の官営セメント会社である深川セメント製造所にて、当時の工部省技術官宇都宮三郎がポルトランドセメントの製造に成功した。その後、1884年にこの工場は民間に払い下げとなり、日本セメント（現在の太平洋セメント）となった。また、1881年には山口県小野田市に、民営セメント工場として最初のセメント製造会社小野田セメント（現在の太平洋セメント）が誕生した。当時の生産高は両工場で月産約230ｔ程度であった。1924年10月5日、18社構成のセメント連合会が設立され、生産制限・販売協定を実施した。

## 種類
セメントは、「ポルトランドセメント」、ポルトランドセメントを主体として混合材料を混ぜ合わせた「混合セメント」、その他の「特殊セメント」の3つに大別される。2018年に国内で生産したセメントのうち、75%がポルトランドセメント、24%が混合セメントであった。

### ポルトランドセメント
ポルトランドセメントには、用途に合わせた品質・性質の異なる種類がある。一般的な工事・構造物に使用される「普通ポルトランドセメント」、短期間で高い強度を発現する「早強ポルトランドセメント」、水和熱が低い「中庸熱ポルトランドセメント」、セメントよりも白色である「白色ポルトランドセメント」が主な種類である。

### 混合セメント
高炉セメント
製鉄所の銑鉄製造工程である高炉から生成する副産物である高炉スラグの微粉末とポルトランドセメントを混合したセメントである。高炉スラグには、セメントの水和反応で発生した水酸化カルシウムなどのアルカリ性物質や石膏などの刺激により水和・硬化する性質がある。そのため高炉セメントは、初期強度は普通ポルトランドセメントよりも低いが、この性質により長期にわたって強度が増進し、長期強度は普通ポルトランドセメントを上回る場合もある。海水や化学物質に対する抵抗性に優れ、港湾やダムなどの大型土木工事に使用される。
JISでは JIS R 5211 で規定され、高炉スラグの分量により A種 (5 - 30 %)、B種 (30 - 60 %)、C種 (60% - 70 %) に分類される。
ドイツでは20世紀の初頭から製造され、日本では八幡製鐵所で1913年（大正2年）に製造されたのが始まりである。2018年時点で混合セメントの87%を占める。
シリカセメント
二酸化珪素（シリカ）を60 % 以上含む天然のシリカ質混合材とポルトランドセメントを混合したセメントである。耐薬品性を要する化学工場に使用される。JISでは JIS R 5212 で規定されている。2010年以降は生産されていない。
フライアッシュセメント
フライアッシュ（火力発電所で発生する石炭の焼却灰）とポルトランドセメントを混合したセメントである。球形のフライアッシュを混合するため、このセメントを使用するコンクリートは流動性が改善されワーカビリティに優れる。また、フライアッシュに含まれる二酸化ケイ素が水和反応によって生じた水酸化カルシウムと反応（ポゾラン反応）し、緻密で耐久性に優れたケイ酸カルシウムの水和物を発生させる。そのため水密性があり、港湾やダムなど水密性が要求される構造物で使用される。
JISでは JIS R 5213 で規定され、フライアッシュの分量により A種 (5-10%)、B種 (10-20%)、C種 (20-30%) に分類される。
日本では宇部興産のセメント事業（現・UBE三菱セメント）で1956年（昭和31年）に製造されたのが始まりである。

### 特殊セメント
アルミナセメント
アルミニウムの原料であるボーキサイトと石灰石から作られる、酸化アルミニウム（アルミナ）を含むセメントである。練混ぜた後すぐに強い強度を発揮し、耐火性・耐酸性がある。緊急工事や寒冷地での工事、化学工場での建設工事、耐火物などに使用される。

## 用途
ポルトランドセメントと混合セメントは、土木・建築用のコンクリートやモルタルの材料として使用される。
ポルトランドセメントの用途は、使用実績も多く、各種工事に特別な配慮も必要なく使用できる。早強型は緊急工事や寒中工事に適し、超早強セメントは粉末度が高いのでグラウト工事に適している。中庸熱セメントは、従来のダムコンクリート用に使われてきたが、RCD工法用コンクリートではセメントの20 - 30%をフライアッシュで置換した中庸熱セメントが多く使われている。耐硫酸塩セメントは温泉地帯、海洋構造物、下水工事などに使われる。ただし、ポルトランドセメントは耐酸性は低く、化学抵抗性は期待できない。
混合セメントの用途は、化学抵抗性も高く、スラグの潜在水硬性とフライアッシュのポゾラン反応によって長期強度が大きくなることから、ダム、海洋構造物、下水道工事に使われることが多い。ただし、初期強度が弱いため、若材齢における養生管理が重要となる。
特殊セメントでは、アルミナセメントが24時間以内に普通ポルトランドセメントの材齢28日強度を上回る強度を発現する特性があり耐酸性は高いが、価格が高く発熱量が多いうえ、転移現象で長期強度が低下するなど取り扱いが難しいことから、耐火製品以外はほとんど使用されない。超速硬セメント（ジェットセメント）は、2 - 3時間で実用的な強度が得られる特性があり、低温時でも強度発現が早く転移現象も発生しないため、道路の緊急・補修工事、寒中工事、トンネルの覆工のショットクリートなどに使われる。ただし、使用するときには凝結遅延剤（ジェットセッター）の併用が必要となる。膨張セメントは、ポルトランドセメントに膨張剤を添加したもので、特に水密性を必要とする構造物のひび割れ抑制や空隙充填目的で使用される。なお、膨張材は風化しやすいことと、添加量で膨張量を調整するので計量を厳密に行う必要がある。
セメントに水を練り混ぜたものはセメントペーストと呼ばれ、それに細骨材（砂）を加えたものがモルタルである。モルタルに粗骨材（砂利）を混ぜあわせたものはコンクリートと呼ばれる。モルタルやコンクリートは化学混和剤を添加し、さらに、空気量も適度に確保するように考慮して設計・製造される。

## 安全性
セメントは、水と反応すると水酸化カルシウムを発生させ、強いアルカリ性を示す性質がある。そのため、目や鼻、皮膚に対して刺激性、溶解性があり、硬化前のセメントが付着した状態が続くと目の角膜や鼻の粘膜、皮膚に炎症や出血が起こる可能性がある（セメント皮膚炎）。
完全に硬化した後のセメント（モルタル・コンクリート）の場合は水酸化カルシウムは二酸化炭素と反応して中性の炭酸カルシウムとなっているので、炎症を引き起こす可能性は多くの場合ない。
セメントの粉塵は平均粒径が10 μm 程度の微粉末であるため発塵性があり、多量のセメントを吸引すると塵肺になる可能性がある。また、セメントは高温で焼く製造過程で、原料中の三価クロムが六価クロムに変化し、微量にこれを含んでいる。

## 環境配慮

### 廃棄物・副産物の有効利用
日本ではセメントの材料として発電所の石炭灰や下水処理場の汚泥といった廃棄物・副産物も利用している。セメントは製造工程上高温で処理するためダイオキシン類が発生しにくく、また二次廃棄物が発生しないためこれら廃棄物・副産物のリサイクル先として優秀である。このリサイクルは、天然資源の消費量削減、最終処分場への廃棄物搬入の抑制に貢献している。

### 二酸化炭素の排出削減
日本のセメント産業は、日本全体の温室効果ガス排出量の約4%を排出しており、省エネ対策についてはすでに世界最高水準に達しているが、さらなる対策が検討されている。ポルトランドセメントは焼成工程において石灰石の熱分解( CaCO3 {\displaystyle {\ce {->}}} CaO + CO2 )及び焼成時の燃料で二酸化炭素が発生する。混合セメントは、ポルトランドセメントに高炉スラグ粉末やフライアッシュを入れる分、セメントの量が削減でき、また高炉セメントは焼成が不要なため、二酸化炭素発生量を削減できる。そのため、高炉セメントを含む混合セメントの普及促進及び低炭素型コンクリートの技術開発などが進められている。

## セメント産業
ホルシム（スイス）、ハイデルベルク・マテリアルズ（ドイツ）、セメックス（メキシコ）の大手セメントメーカー3社は「セメントメジャー」と呼ばれる。

### 統計
世界の国・地域別セメント生産量推移（単位：千トン）
| 国（地域）     | 1995年    | 2000年    | 2005年    | 2010年    | 2015年    |
| -------------- | --------- | --------- | --------- | --------- | --------- |
| 中国           | 445,610   | 576,000   | 1,000,000 | 1,800,000 | 2,350,000 |
| インド         | 70,000    | 95,000    | 130,000   | 220,000   | 270,000   |
| 米国           | 78,320    | 92,300    | 99,100    | 63,500    | 83,400    |
| ブラジル       | 25,500    | 41,500    | 39,000    | 59,000    | 72,000    |
| エジプト       | ----      | 23,000    | 27,000    | 48,000    | 55,000    |
| フランス       | 21,000    | 20,000    | 20,000    | ----      | ----      |
| ドイツ         | 40,000    | 37,000    | 32,000    | 31,000    | 32,000    |
| インドネシア   | 19,500    | 27,000    | 37,000    | 42,000    | 65,000    |
| イラン         | ----      | ----      | 32,000    | 55,000    | 65,000    |
| イタリア       | 35,000    | 35,000    | 38,000    | 35,000    | 23,000    |
| 日本           | 90,474    | 77,500    | 66,000    | 56,000    | 55,000    |
| 韓国           | 55,130    | 50,000    | 50,000    | 46,000    | 63,000    |
| メキシコ       | 23,971    | 30,000    | 36,000    | 34,000    | 35,000    |
| パキスタン     | ----      | ----      | ----      | 30,000    | 32,000    |
| ロシア         | 36,400    | 30,000    | 45,000    | 49,000    | 69,000    |
| サウジアラビア | ----      | ----      | 24,000    | 45,000    | 55,000    |
| スペイン       | 25,000    | 30,000    | 48,000    | 50,000    | ----      |
| 台湾           | 22,478    | 19,000    | ----      | ----      | ----      |
| タイ           | 26,500    | 38,000    | 40,000    | 31,000    | 35,000    |
| トルコ         | 33,153    | 33,000    | 38,000    | 60,000    | 77,000    |
| ベトナム       | ----      | ----      | 27,000    | 50,000    | 61,000    |
| その他         | 373,300   | 450,000   | 392,000   | 520,000   | 603,000   |
| 総計           | 1,421,300 | 1,700,000 | 2,220,000 | 3,300,000 | 4,100,000 |

出典：Mineral Commodity Summaries http://minerals.usgs.gov/minerals/pubs/mcs/ 米内務省、アメリカ地質調査所（英: United States Geological Survey; USGS）ホームページMineral Resources Program内の年次サマリーより。1995年のデータには推測値が多く含まれる。
| 順位 | 企業                         | 国           | 容量 (百万トン/年) | プラント数 |
| ---- | ---------------------------- | ------------ | ------------------ | ---------- |
| 1    | ラファ―ジュ                  | フランス     | 225                | 166        |
| 2    | ホルシム                     | スイス       | 217                | 149        |
| 3    | 中国建築材料集団有限公司     | 中国         | 200                | 69         |
| 4    | 安徽海螺セメント股份有限公司 | 中国         | 180                | 34         |
| 5    | ハイデルベルクセメント       | ドイツ       | 118                | 71         |
| 6    | 冀東発展集団有限責任公司     | 中国         | 100                | 100        |
| 7    | セメックス                   | メキシコ     | 96                 | 61         |
| 8    | 華潤セメント控股有限公司     | 中国         | 89                 | 16         |
| 9    | 中国中材集団有限公司         | 中国         | 87                 | 24         |
| 10   | 山東山水セメント集団有限公司 | 中国         | 84                 | 13         |
| 11   | Italcementi                  | イタリア     | 74                 | 55         |
| 12   | Taiwan Cement                | 台湾         | 70                 |            |
| 13   | Votorantim*                  | ブラジル     | 57                 | 37         |
| 14   | CRH**                        | アイルランド | 56                 | 11         |
| 15   | UltraTech                    | インド       | 53                 | 12         |
| 16   | 華新セメント股份有限公司     | 中国         | 52                 | 51         |
| 17   | Buzzi                        | イタリア     | 45                 | 39         |
| 18   | Eurocement                   | ロシア       | 40                 | 16         |
| 19   | 天瑞集団セメント有限公司     | 中国         | 35                 | 11         |
| 20   | Jaypee***                    | インド       | 34                 | 16         |

出典：http://www.globalcement.com/より引用、「Annual reports of respective companies and their websites and the Global Cement Directory 2013」がソース資料。表内の*は CIMPOR（シンポール、ポルトガル）ポルトガル最大手のセメント会社から15百万トンを共有する。**クリンカー容量から推定した値（95%）。***は2012年4月のもの。ラファージュはホルシムと合併し、現在の社名はホルシムである。ハイデルベルクセメントは Italcementi を買収し、現在の社名はハイデルベルク・マテリアルズである。

### 日本のセメントに因む地名

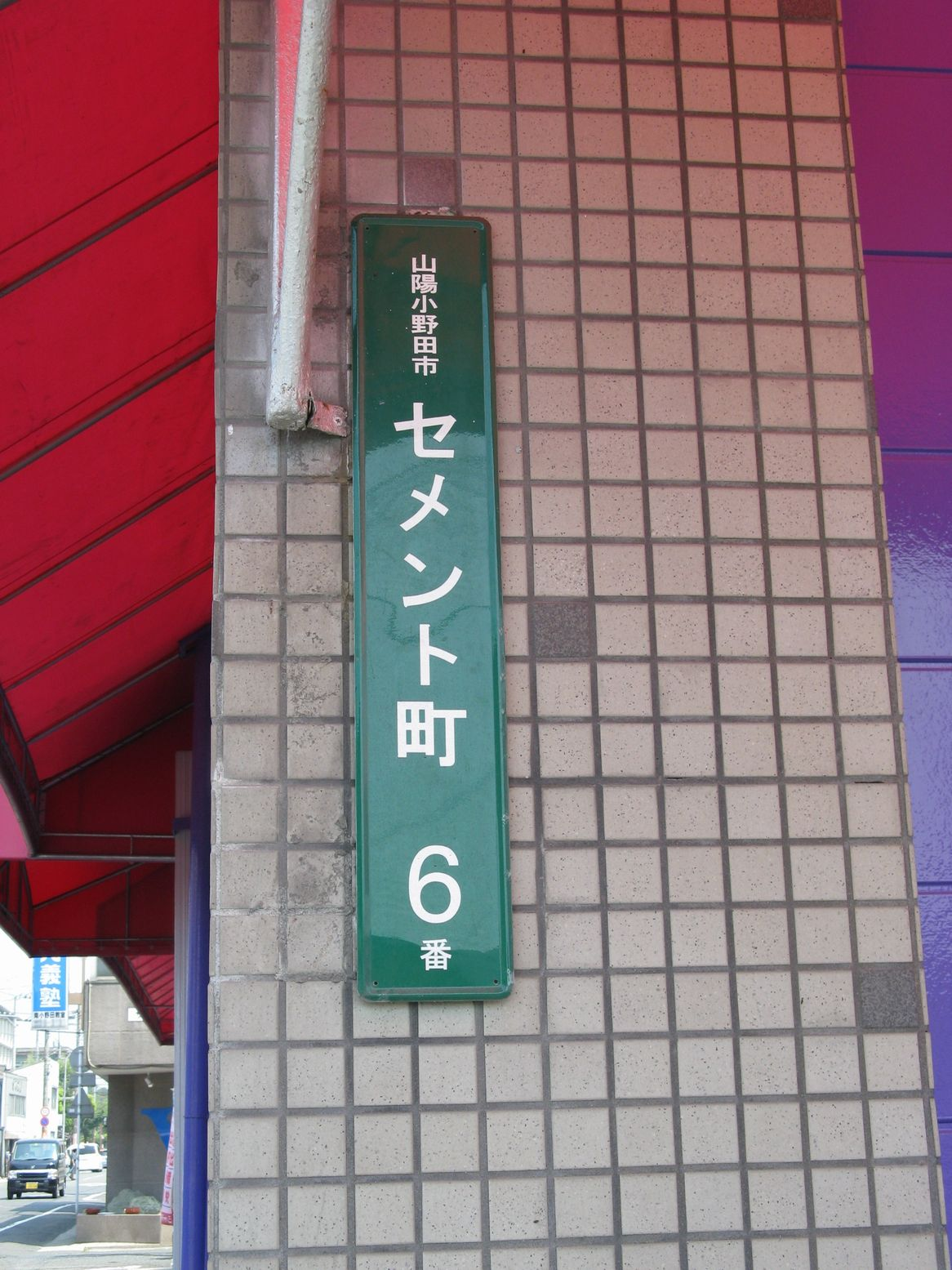
山陽小野田市の「セメント町」の町名標

- 山口県山陽小野田市セメント町 - 小野田セメント（現・太平洋セメント）の創業の地であることに由来。
- 大分県津久見市セメント町 - 太平洋セメントの工場があることに由来。
- 神奈川県川崎市川崎区セメント通り - 浜町3・4丁目地内を神奈川県道101号扇町川崎停車場線から産業道路へ抜ける道の名称。産業道路の先の浅野町に太平洋セメントの前身の一つである浅野セメント工場があったことに由来する。